# Mitgliedervotum der SPD zum Koalitionsvertrag 2025

Logo der SPD

Das Mitgliedervotum der SPD zum Koalitionsvertrag 2025 war eine Befragung der Mitglieder der SPD, die über den Koalitionsvertrag von 2025 zur Bildung einer gemeinsamen Bundesregierung (Kabinett Merz) mit der CDU und der CSU entscheiden sollten. Sie fand im April 2025 statt und ergab eine deutliche Mehrheit für die Bildung der genannten Koalition.

## Hintergrund
Nach der Bundestagswahl vom 23. Februar 2025, bei der die SPD mit 16,4 % der Zweitstimmen ihren schlechtesten Wert bei Bundestagswahlen erreichte, entschlossen sich ihre Vorsitzenden Saskia Esken und Lars Klingbeil zu einer Beteiligung an einer Koalition mit den Unionsparteien. Nach den Sondierungsgesprächen und den Koalitionsverhandlungen wurde der Koalitionsvertrag am 9. April 2025 geschlossen.

## Abstimmung
Die Abstimmung fand online vom 15. bis zum 29. April statt. Am Folgetag an diesen Zeitraum wurde das Ergebnis verkündet.
Stimmberechtigt waren alle der ca. 360.000 SPD-Mitglieder, unabhängig von ihrem Alter und ihrer Staatsangehörigkeit. Sie mussten allerdings am Stichtag (23. März 2025) Mitglied sein. Um als für die Partei bindend zu gelten, mussten sich mindestens 20 % der Mitglieder beteiligen. Für eine Zustimmung oder Ablehnung zum Koalitionsvertrag war eine absolute Mehrheit nötig.
Eine Analyse des Ergebnisses des Mitgliederentscheids zeigt, dass weniger als die Hälfte der insgesamt 358.322 SPD-Mitglieder dem Koalitionsvertrag mit der Union zugestimmt haben. Denn 44 % der stimmberechtigten Mitglieder beteiligten sich nicht an der Abstimmung. Von den übrigen 56 %, die ihre Stimme abgaben, lehnten 15,4 % die Regierungsbeteiligung ab, während 84,6 % zustimmten.

## Kritik
Wie bei den vorangegangenen derartigen Abstimmungen auch gibt es u. a. Bedenken, ob es zulässig sein kann, dass lediglich die Mitglieder einer der beteiligten Parteien, die noch dazu minderjährig sein können, darüber entscheiden dürfen, ob es in Deutschland eine Regierung geben wird. Das Bundesverfassungsgericht entschied, dass eine solche Abstimmung nicht dem Grundgesetz widerspricht.